# Is-phone
is-phone ist ein VoIP-Softphone von iscoord ag, welches in IBM Lotus Notes, IBM Lotus Sametime und IBM Lotus Symphony integriert ist.
Mit is-phone kann jeder Nutzer Telefongespräche über das Internet von PC zu PC, von PC zum Fest-/Mobilnetz und vom Fest-/Mobilnetz zum PC führen. is-phone kann mit IP-basierten Telefonanlagen von 3Com, Alcatel-Lucent, Asterisk, Avaya, Cisco, Nortel oder Siemens eingesetzt werden und unterstützt Session Initiation Protocol (SIP) Express Router (SIP-Anbieter/Provider), womit ein Betrieb auch ohne Telefonanlage möglich ist.
Durch die nahtlose Integration in IBM Unified Communications und den vollständig Software-basierten Setup kann is-phone einfach und schnell in bestehende Infrastrukturen integriert werden. Weder für Audio- noch für Video-Konferenzen bedarf es zusätzlicher Server.
Eine kostenlose 90-Tage-Testversion ist auf der iscoord-Webseite verfügbar.

## Merkmale
Sprach-Codecs G.711u, G711.a, G.721, G.723, [G.726] (16/24/32/40), SPX (8/16/32), iLBC, GSM.
Stand-Alone client für IBM Lotus Notes 6.x/7.x/8.x und Plug-in für IBM Lotus Notes 8.x und IBM Lotus Sametime 8.x,
IP-Telefonanlagen-unabhängig (zertifiziert oder getestet mit IP-Telefonanlagen von 3Com, Alcatel-Lucent, Asterisk, Avaya, Cisco, Nortel, Siemens, SIP Express Router) und kompatibel mit SIP Services wie z. B. Telefonanlagen-Hosting etc.
Vollständige Telefonie-Funktionalität inkl. Konferenzen (Audio mit 16 Teilnehmern, Video mit 4 Teilnehmern), Weitervermittlung, Halten/Makeln etc.